# Hitoshi Nakata
Hitoshi Nakata (中田 仁司 Nakata Hitoshi?), född 17 januari 1962 i Osaka prefektur, är en japansk före detta fotbollsspelare och tränare.
Nakata började sin karriär 1984 i Fujita Industries. 1991 flyttade han till Otsuka Pharmaceutical. Han avslutade karriären 1993.
Nakata har efter den aktiva karriären verkat som tränare och har tränat J1 League-klubben, Nagoya Grampus Eight och J2 League-klubben, Yokohama FC.